# Футболіст року в Бельгії
Футболіст року в Бельгії- щорічна нагорода, яка вручається найкращому футболісту поточного сезону чемпіонату Бельгії. Ця нагорода відоміша як Бельгійська золота бутса (нід. Gouden Schoen , фр. Soulier d'Or). Головним організатором премії є бельгійське видання Het Laatste Nieuws.
Право голосу мають бельгійські спортивні журналісти та футбольні фахівці. Найкращий гравець вибирається за результатами другої половини минулого сезону та першої половини поточного сезону.
Нинішнім рекордсменом за кількістю нагород є Поль ван Гімст, який чотири рази визнавався найкращим футболістом Бельгії. По 3 перемоги на своєму рахунку мають Ян Кулеманс та Вільфред ван Моєр. Першим лауреатом-іноземцем став голландець Йоган Боскамп, який став справжнім відкриттям другої половини сезону 1974/1975, коли його клуб «Моленбек» (нині розформований) вперше та востаннє у своїй історії став чемпіоном Бельгії. Двома легіонерами, які вигравали нагороду більше одного разу, є швед Пер Зеттерберг і марокканець Мбарк Буссуфа.

## Лауреати
| Рік  | ім'я                 | Клуб               | Національність |
| ---- | -------------------- | ------------------ | -------------- |
| 1954 | Анрі Коппенс         | Беєрсхот           | Бельгія        |
| 1955 | Альфонс ван Брандт   | Льєрс              | Бельгія        |
| 1956 | Віктор Мес           | Антверпен          | Бельгія        |
| 1957 | Арман Журіон         | Андерлехт          | Бельгія        |
| 1958 | Роланд Штормі        | Гент               | Бельгія        |
| 1959 | Люсьєн Олієслагерс   | Льєрс              | Бельгія        |
| 1960 | Поль ван Хімст       | Андерлехт          | Бельгія        |
| 1961 | Поль ван Хімст       | Андерлехт          | Бельгія        |
| 1962 | Арман Журіон         | Андерлехт          | Бельгія        |
| 1963 | Жан Ніколе           | Стандард           | Бельгія        |
| 1964 | Вільфред Пьюїс       | Андерлехт          | Бельгія        |
| 1965 | Поль ван Хімст       | Андерлехт          | Бельгія        |
| 1966 | Вільфред ван Моєр    | Антверпен          | Бельгія        |
| 1967 | Фернанд Бун          | Брюгге             | Бельгія        |
| 1968 | Оділон Полленіс      | Сінт-Трюйден       | Бельгія        |
| 1969 | Вілфрід ван Мур      | Стандард           | Бельгія        |
| 1970 | Вілфрід ван Мур      | Стандард           | Бельгія        |
| 1971 | Ервін ван дель Даель | Брюгге             | Бельгія        |
| 1972 | Крістіан Піот        | Стандард           | Бельгія        |
| 1973 | Моріс Мартенс        | Моленбек           | Бельгія        |
| 1974 | Поль ван Хімст       | Андерлехт          | Бельгія        |
| 1975 | Йоган Боскамп        | Моленбек           | Нідерланди     |
| 1976 | Роб Ренсенбрінк      | Андерлехт          | Нідерланди     |
| 1977 | Жульєн Колс          | Брюгге             | Бельгія        |
| 1978 | Жан-Марі Пфафф       | Беверен            | Бельгія        |
| 1979 | Жан Янсенс           | Беверен            | Бельгія        |
| 1980 | Ян Кулеманс          | Брюгге             | Бельгія        |
| 1981 | Ервін Ванденберг     | Льєрс              | Бельгія        |
| 1982 | Ерік Геретс          | Стандард           | Бельгія        |
| 1983 | Франк Веркотерен     | Андерлехт          | Бельгія        |
| 1984 | Енцо Шифо            | Андерлехт          | Бельгія        |
| 1985 | Ян Кулеманс          | Брюгге             | Бельгія        |
| 1986 | Ян Кулеманс          | Брюгге             | Бельгія        |
| 1987 | Мішель Прюдомм       | Мехелен            | Бельгія        |
| 1988 | Лей Клейстерс        | Мехелен            | Бельгія        |
| 1989 | Мішель Прюдомм       | Мехелен            | Бельгія        |
| 1990 | Франкі ван дер Ельст | Брюгге             | Бельгія        |
| 1991 | Марк Дегріз          | Андерлехт          | Бельгія        |
| 1992 | Філіп Альбер         | Мехелен/ Андерлехт | Бельгія        |
| 1993 | Пер Зеттерберг       | Андерлехт          | Швеція         |
| 1994 | Жиль де Більде       | Ендрахт Алст       | Бельгія        |
| 1995 | Пол Окон             | Брюгге             | Австралія      |
| 1996 | Франкі ван дер Ельст | Брюгге             | Бельгія        |
| 1997 | Пер Зеттерберг       | Андерлехт          | Швеція         |
| 1998 | Бранко Струпар       | Генк               | Бельгія        |
| 1999 | Лоренцо Сталенс      | Андерлехт          | Бельгія        |
| 2000 | Ян Коллер            | Андерлехт          | Чехія          |
| 2001 | Веслі Сонк           | Генк               | Бельгія        |
| 2002 | Тіммі Сімонс         | Брюгге             | Бельгія        |
| 2003 | Аруна Діндан         | Андерлехт          | Кот-д'Івуар    |
| 2004 | Венсан Компані       | Андерлехт          | Бельгія        |
| 2005 | Сержиу Консейсау     | Стандард           | Португалія     |
| 2006 | Мбарк Буссуфа        | Гент/ Андерлехт    | Марокко        |
| 2007 | Стівен Дефур         | Стандард           | Бельгія        |
| 2008 | Аксель Вітсель       | Стандард           | Бельгія        |
| 2009 | Мілан Йованович      | Стандард           | Сербія         |
| 2010 | Мбарк Буссуфа        | Андерлехт          | Марокко        |
| 2011 | Матіас Суарес        | Андерлехт          | Аргентина      |
| 2012 | Дьємерсі Мбокані     | Андерлехт          | ДР Конго       |
| 2013 | Торган Азар          | Зюлте-Варегем      | Бельгія        |
| 2014 | Денніс Прат          | Андерлехт          | Бельгія        |
| 2015 | Свен Кумс            | Гент               | Бельгія        |
| 2016 | Хосе Іск'єрдо        | Брюгге             | Колумбія       |
| 2017 | Руд Вормер           | Брюгге             | Нідерланди     |
| 2018 | Ханс Ванакен         | Брюгге             | Бельгія        |
| 2019 | Ханс Ванакен         | Брюгге             | Бельгія        |
| 2020 | Ліор Рефаелов        | Антверпен          | Ізраїль        |
| 2021 | Пол Онуачу           | Генк               | Нігерія        |
| 2022 | Сімон Міньйоле       | Брюгге             | Бельгія        |